# Rada robotnicza

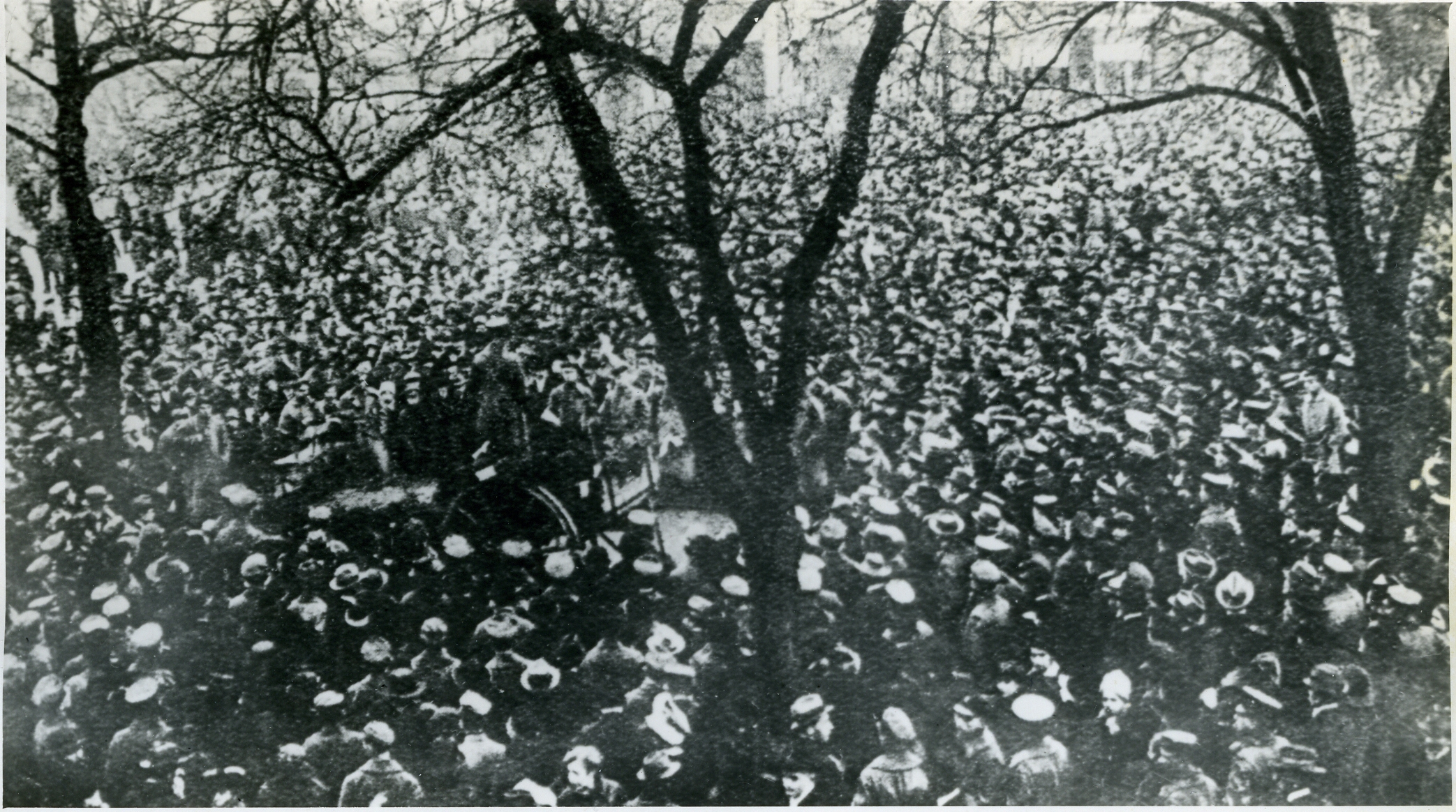
Polscy żołnierze i robotnicy zgromadzeni w Poznaniu, aby wybrać radę (10 listopada 1918)

Rada robotnicza – forma rady w miejscu pracy lub na określonym obszarze, składająca się z pracowników (najczęściej robotników) bądź z wybieranych przez nich, tymczasowych i odwoływalnych w każdej chwili delegatów. W takim systemie organizacji politycznej i gospodarczej sami pracownicy sprawują władzę decyzyjną. Członkowie rady określają jej agendę oraz priorytety działań. Holenderski marksista Anton Pannekoek uważał komitety zakładowe i zgromadzenia branżowe za fundament zarządzania przemysłem przez robotników. Wariantem rady pracowniczej jest rada żołnierska, w której żołnierze przejmują kontrolę nad buntem. W historii występowały również rady łączące robotników i żołnierzy, np. niemiecki Arbeiter- und Soldatenrat z 1918 czy Piotrogrodzka Rada Delegatów Robotniczych i Żołnierskich.
Zwolennicy rad pracowniczych (np. komuniści rad, socjaliści wolnościowi, leniniści, anarchiści i marksiści) twierdzą, że stanowią one najbardziej naturalną formę organizacji klasy pracującej i są niezbędne zarówno do zorganizowania rewolucji proletariackiej, jak i do wdrożenia społeczeństwa anarchistycznego lub komunistycznego.

## W teorii socjalistycznej i ruchach politycznych

### Anarchizm
Anarchiści postulują budowę społeczeństwa bezpaństwowego, opartego na horyzontalnej organizacji społecznej poprzez dobrowolne federacje komunalne, w których rady pracownicze i dobrowolne stowarzyszenia pełnią funkcję podstawowych jednostek. Wczesne koncepcje tej idei pojawiły się w pismach francuskiego filozofa anarchistycznego Pierre’a-Josepha Proudhona, który w swojej teorii mutualizmu wyobrażał sobie społeczeństwo zorganizowane poprzez rady pracownicze, spółdzielnie i inne formy zrzeszeń robotniczych.
Podczas I Międzynarodówki zwolennicy Proudhona oraz kolektywiści pod przewodnictwem Michaiła Bakunina opowiadali się za wykorzystaniem rad pracowniczych zarówno jako środka organizacji walki klasowej, jak i jako podstawy przyszłego społeczeństwa anarchistycznego. Piotr Kropotkin, pisząc w anarchistycznym czasopiśmie „Le Révolté”, chwalił robotników rosyjskich za użycie tego typu organizacji w czasie rewolucji 1905 roku.
Współcześni anarchiści, np. zwolennicy ekonomii uczestniczącej, opowiadają się za wykorzystaniem rad robotniczych jako narzędzia uczestniczącego planowania miast oraz zdecentralizowanego planowania gospodarki.

### Komunizm rad
Komunizm rad postuluje system demokracji rad jako formę koordynacji walki klasowej. Karol Marks w Wojnie domowej we Francji opisał Komunę Paryską jako system pośrednich wyborów, w którym zgromadzenia dzielnic wybierają w każdej chwili odwoływalnych delegatów do wyższych organów. Zdaniem komunistów rad (szczególnie niemiecko-holenderskiego nurtu lewicy komunistycznej) rady robotnicze eliminują biurokratyczną formę państwa, przekazując władzę bezpośrednio robotnikom. Taka organizacja rewolucyjnej władzy jest postrzegana jako antyautorytarna wersja dyktatury proletariatu.
Komunistyczna Partia Robotnicza Niemiec (KAPD) postulowała organizowanie się „na bazie zakładów pracy, a nie zawodów”, oraz tworzenie Narodowej Federacji Komitetów Zakładowych. Podobną rolę w czasie powstania węgierskiego 1956 pełniła Centralna Rada Robotnicza Wielkiego Budapesztu, która wyrosła z lokalnych komitetów fabrycznych i działała od października 1956 do stycznia 1957.

### Luksemburgizm
Róża Luksemburg była orędowniczką radykalnej demokracji socjalistycznej, wzywając do kierowania rewolucją przez rady robotnicze i żołnierskie. Krytykowała działania bolszewików w czasie rewolucji rosyjskiej, twierdząc, że ich podejście miało charakter antydemokratyczny i totalitarny.

### Leninizm
Włodzimierz Lenin postulował, aby dyktatura proletariatu przyjęła formę republiki radzieckiej opartej na centralizmie demokratycznym. Według niego rewolucję socjalistyczną powinno poprowadzić partia rewolucyjna, która przejmie władzę państwową i ustanowi państwo socjalistyczne oparte na demokracji radzieckiej. Model Lenina był inspirowany Komuną Paryską i miał na celu zniszczenie burżuazji oraz innych kontrrewolucyjnych sił, po czym państwo miało stopniowo „zanikać” w miarę, jak instytucje państwowe traciłyby charakter polityczny.
Niektórzy uczeni i socjaliści podważali zaangażowanie Lenina i Lwa Trockiego w rady pracownicze po rewolucji w 1917, zauważając, że „rady robotnicze nigdy nie miały być stałą formą politycznego samorządu” i zostały zepchnięte na margines przez Partię Komunistyczną. Część socjalistów uznaje to za przykład „zdrady zasad socjalistycznych” przez bolszewików, podczas gdy inni bronią takiego działania, argumentując, że było ono konieczne w ówczesnych warunkach dla utrzymania i rozwoju rewolucji.

## Rady robotnicze w Polsce

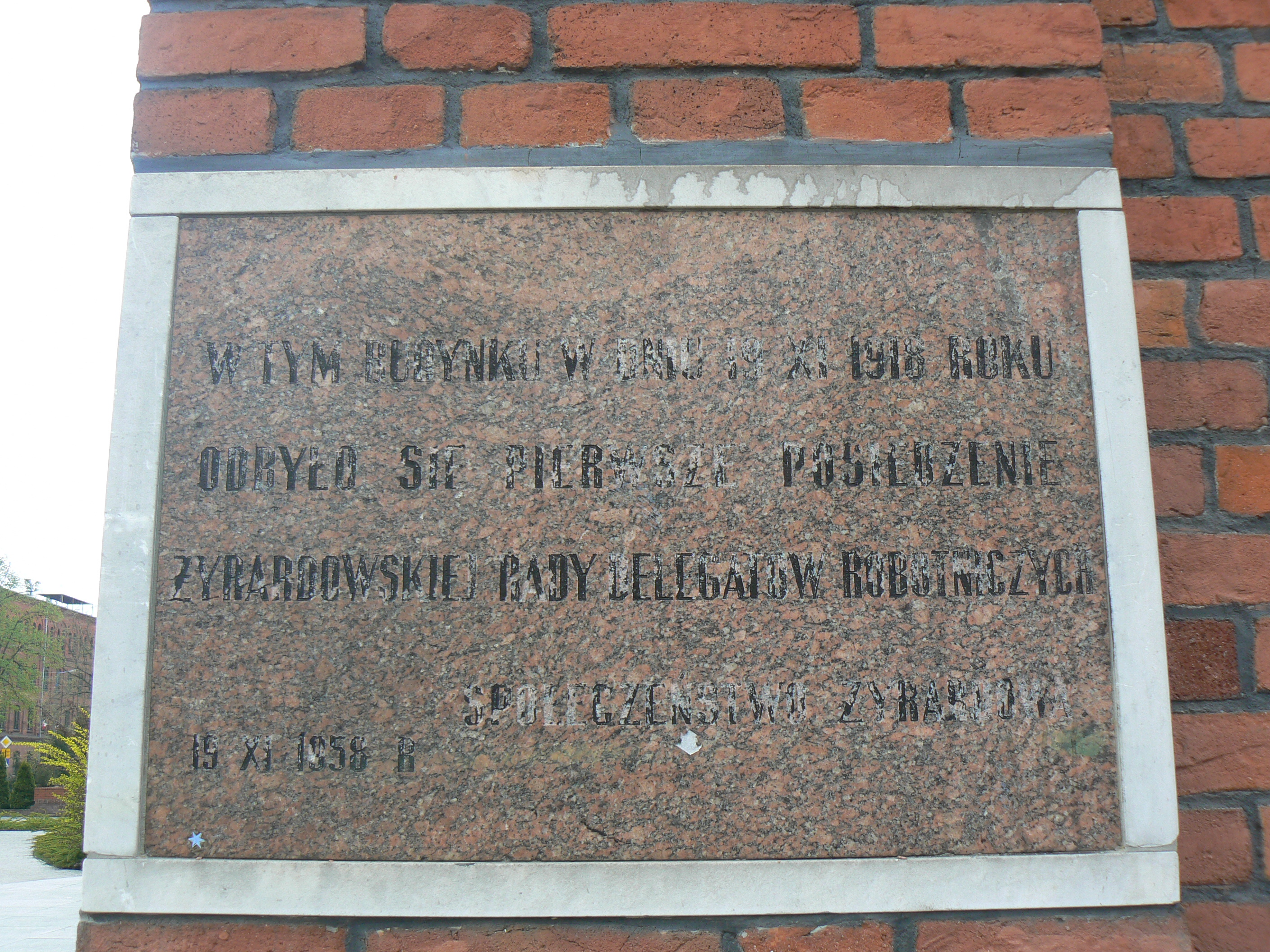
Tablica z 19 listopada 1958, upamiętniająca pierwsze posiedzenie Rady Delegatów Robotniczych w Żyrardowie, umieszczona na budynku resursy fabrycznej

W Polsce rady robotnicze zaczęły być zawiązywane na większą skalę podczas rewolucji 1905 roku. Najliczniejsze i najbardziej radykalne rady działały w Kraśniku, Lublinie, Płocku, Warszawie, Zamościu oraz Zagłębiu Dąbrowskim (robotnicy Zagłębia rozbroili stacjonujące tam załogi austro-węgierskie i utworzyli własne siły wojskowo-policyjne, tak zwaną Czerwoną Gwardię). Reprezentowały one ok. 0,5 mln robotników miejskich i folwarcznych. O wpływy w radach rywalizowały głównie Polska Partia Socjalistyczna, Komunistyczna Partia Robotnicza Polski, Narodowy Związek Robotniczy i żydowska partia Bund, co spowodowało, że rady – z powodu bardzo różnych i odległych od siebie poglądów na temat odbudowy Polski i jej przyszłego ustroju – nie wyłoniły ośrodka kierowniczego. 
Na ziemiach byłego Królestwa Polskiego powstało ponad 100 rad skupiających około 500 tysięcy robotników i chłopów. Po wycofaniu się PPS-u, który miał w radach największe wpływy i innych partii oraz decyzji władz rady zlikwidowano w lipcu 1919. 